# Johnny und Johanna
Johnny und Johanna (Johnny og Johanna) ist eine norwegische Jugendserie, die zwischen 2004 und 2006 vom NRK (Norwegischer Reichsrundfunk) produziert und unter anderen vom deutschen Sender Kinderkanal ausgestrahlt wurde. Ihre deutsche Erstausstrahlung erfolgte am 16. August 2006 im Kinderkanal sowie im NDR.
Die Serie umfasst insgesamt 31 Folgen, die in 3 Staffeln in Norwegen und Schweden gesendet wurde. Bisher wurden nur die ersten 12 Episoden der Serie auf Deutsch synchronisiert und im deutschsprachigen Raum gesendet.
- Regie: Anne-Marie Nørholm
- Drehbuch: Hilde Kjellstad
- Produktion: NRK und BUA (NRK Barne- og Ungdomsavdelingen, auf Deutsch: NRK – Kinder- und Jugendabteilung)

## Handlung
Johnnys Vater Eddie hat nach dem Tod seiner Frau erneut geheiratet und ist mit ihm in die Wohnung seiner neuen Frau gezogen. Johnny hat anfangs Probleme sich einzuleben, doch seine neue Schwester Johanna ist ganz begeistert von ihrem neuen Bruder. In seiner neuen Schule kommt Johnny in die Klasse 8B, wo er auch gleich mit dem Rüpel Konrad in Kontakt kommt. Dieser erpresst von ihm 100 Kronen. Es kommt zur Schlägerei, aus der Johnny schließlich als Sieger hervorgeht, bevor Eddie dem Kampf unterbricht. Aus Johnny und Konrad werden allmählich Freunde.
Johnny verliebt sich in Mette, während Reka, die beste Freundin von Johanna, sich in Johnny verliebt. Johanna wird alles tun, dass Mette und Johnny nicht zusammenkommen. Später kommen Johnny und Mette zusammen, aber Mette bewirkt einen Streit zwischen Johnny und Johanna, der jedoch schnell wieder geschlichtet wird. Johnny macht daraufhin mit Mette Schluss. Unterdessen verliebt sich Reka in Konrad, der mittlerweile ein guter Freund der Clique ist.

## Folgen

### Staffeln
- Staffel 1 – Familie (Familien); 8 Episoden
- Staffel 2 – Liebe und Zufall (Kjærlighet og ulykke); 12 Episoden
- Staffel 3 – Neue Herausforderungen (Nye utfordringer); 11 Episoden

In der Staffel 1 wurde Johnny von Nikolai IK Djupesland gespielt, während er in der  2. und 3. Staffel von Michael Hansson dargestellt wurde.

### Bisherige deutschen Folgen
1. Holpriger Start
2. Schatzsuche
3. Der Ausreißer
4. Grüne Glühbirnen
5. Ausflug in den Knast
6. Johanna dreht durch
7. Geister ganz gruselig
8. Knast-Eddie
9. Der Bankräuber
10. Im falschen Film
11. Liebeskummer
12. Pippi Langstrumpf